# 't Veld (Meulebeke)

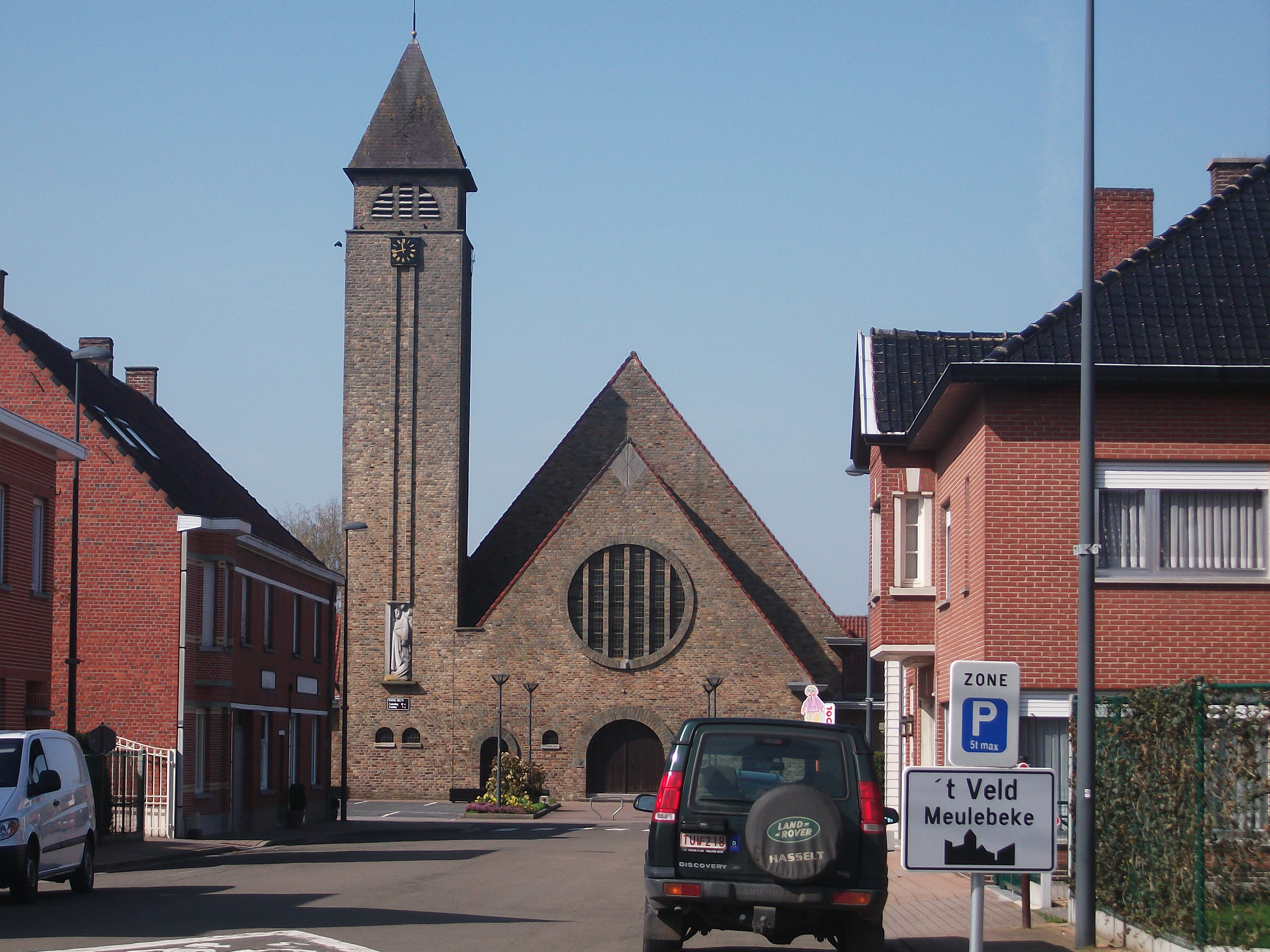
Sint-Antonius van Padua-kerk

 't Veld, ook bekend onder de namen Sneppe, Manegem en Sint-Antonius is een kerkdorp in de Belgische gemeente Meulebeke waar de N50 dwars door heen loopt. Het dorp is een afzonderlijke parochie met eigen kerk, basisschool en dorpswinkeltjes. Nabij het dorp bevindt zich in buurgemeente Ardooie het natuurgebied en provinciaal domein 't Veld. Ook recentere verkavelingen in het dorp liggen op grondgebied van Ardooie. Er wonen ongeveer 1200 mensen.
De parochie is gewijd aan Sint-Antonius van Padua en werd op 1 december 1936 opgericht. 

## Bezienswaardigheden
- De bouw voor de Sint-Antonius van Paduakerk begon in 1940 en werd in 1951 voltooid.
- Het Kasteel van Ardooie en het Provinciedomein 't Veld liggen direct ten westen van de kom van 't Veld.

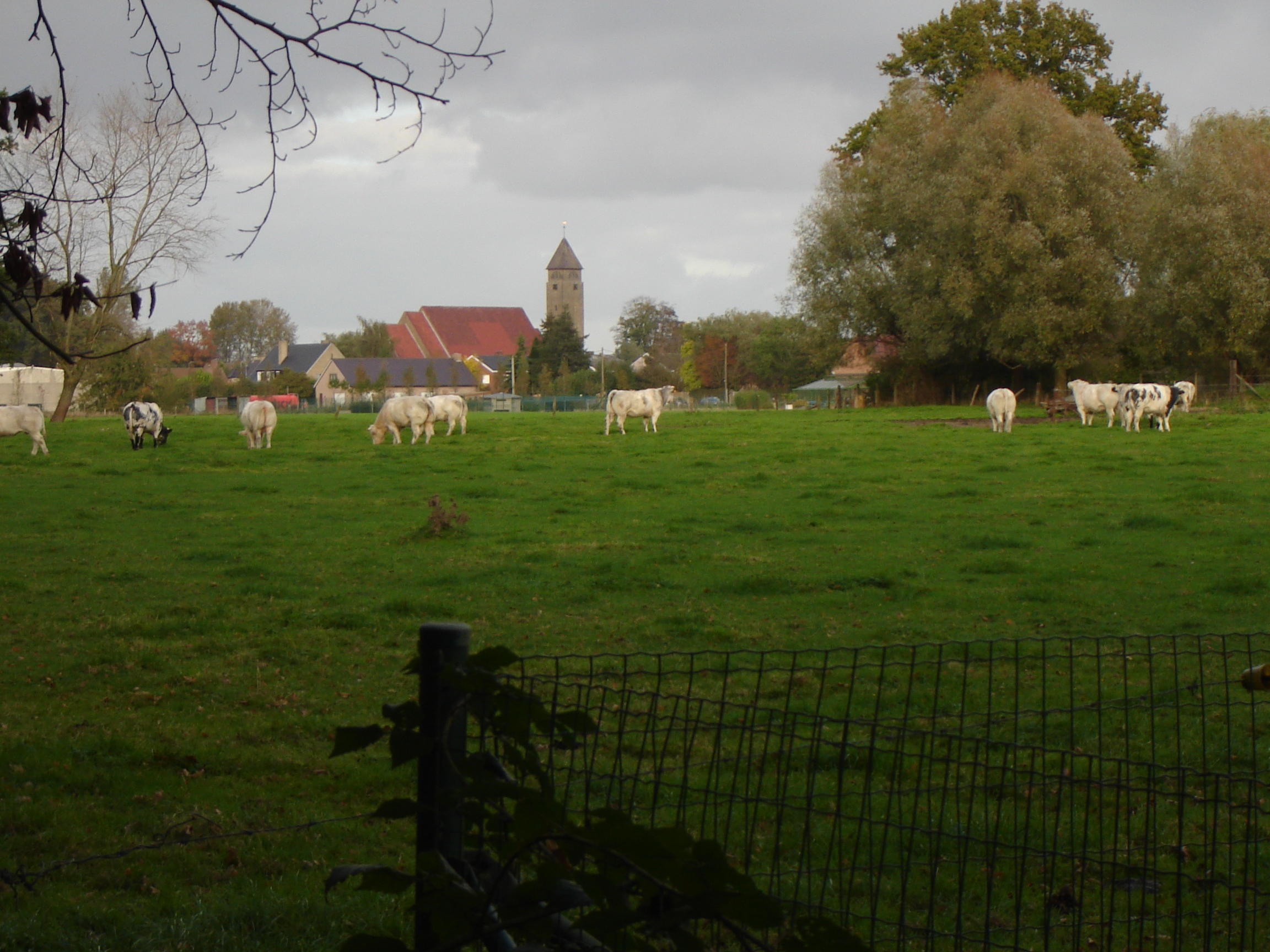
Zicht op 't Veld, vanaf 't Veld in Ardooie

## Nabijgelegen kernen
Meulebeke, Pittem, Ardooie, Emelgem